# La Masó de Rocabruna
La Masó és un edifici de Rocabruna (Camprodon, Ripollès) inclosa en l'Inventari del Patrimoni Arquitectònic de Catalunya.

## Descripció
Gran casal de planta rectangular i teulat a quatre aigües. Disposa de baixos, amb la porta d'accés central, i dos pisos superiors. El primer és destinat a habitatge i el segon a graner amb menudes obertures rectangulars. Va ser bastit amb pedra poc escairada, llevat dels cantoners. es pot veure que el segon pis era descobert i emmerletat.
Apareix esmentada al "Inventario de Castillos, recintos amurallados, torres de defensa y casas fuertes de la provincia de Gerona" realitzat per Miquel Oliva i Prat. Així mateix, Ramon Sala i Narcís Puigdevall i Diumé creuen que Masó ve de "mansione".
Està ubicada a la part alta del poble, al nord est de l'església de Sant Feliu, a l'altra banda de la carretera. Joaquim Botet i Sisó explica que en acabar-se la guerra civil (ell ho escriu el 1911) hi va viure un destacament de tropes que tenien cura dels passos fronterers. Avui, rehabilitada, és habitada per una família de pagesos i no queda res de les antigues fortificacions.

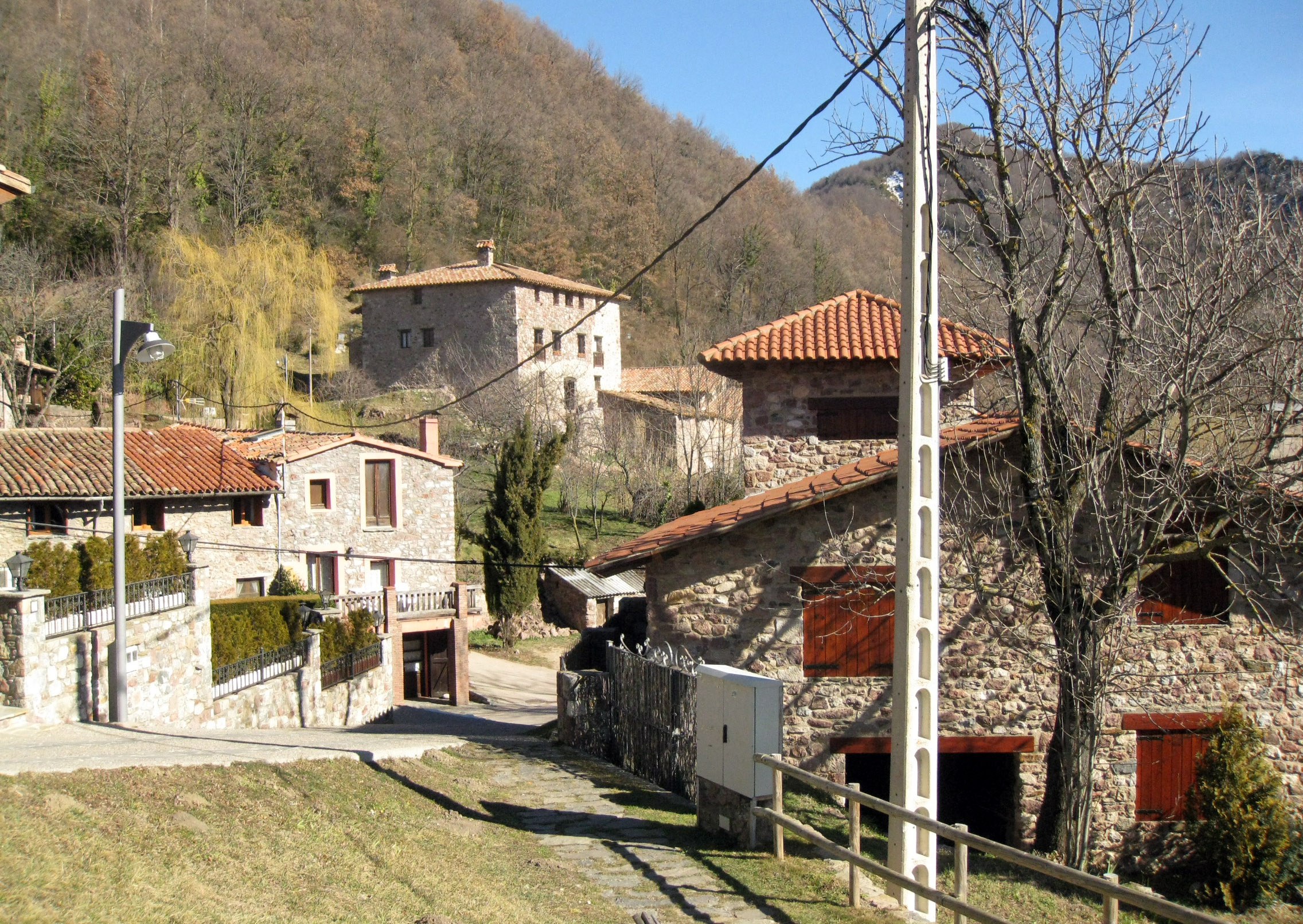
Costat sud-oest
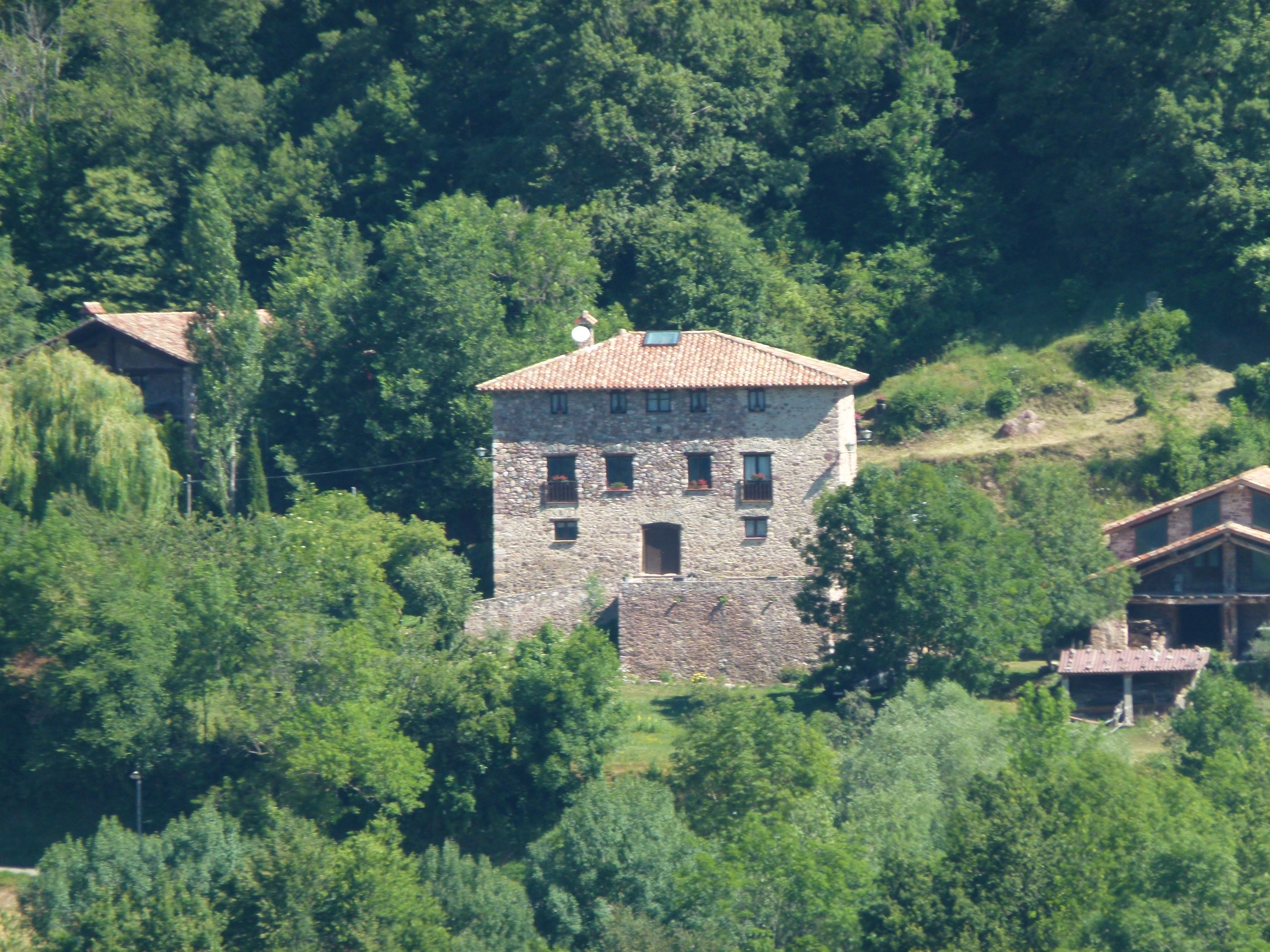
Façana sud vista des del castell
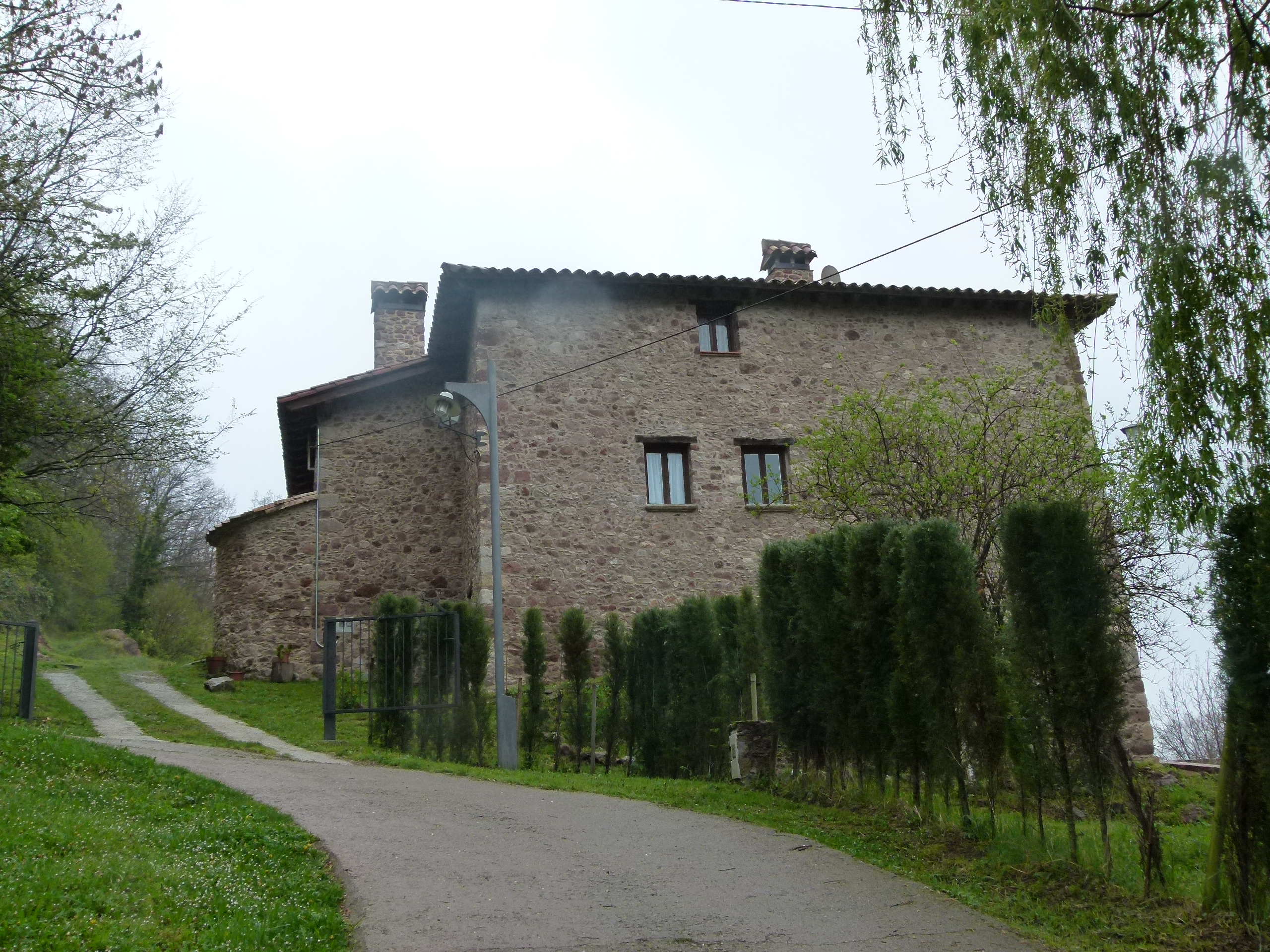
Costat oest